# Присцилла Мейреллеш
Присцилла Мейреллес де Алмейда (порт. Priscilla Meirelles de Almeida; * 5 вересня 1985 року в Манаусі, штат Амазонас) — бразильська модель, переможниця конкурсу Міс Земля у 2004 році.

## Біографія
Мейреллес почала брати участь в конкурсах краси під час навчання в медичному університеті. У 2003 році вона, представляючи штат Амазонас, виграла національний відбір на конкурс Miss Globe, а потім перемогла і на самому конкурсі, що проходив в Туреччині. На наступний рік Мейреллес взяла участь в престижнішому міжнародному конкурсі краси, Міс Земля. 28 липня 2004 року вона перемогла на національному відбірному етапі, а 24 жовтня виграла титул Міс Земля на конкурсі, що проходив в Кесон-Сіті.
Після перемоги на конкурсі Мейреллес залишилась жити та працювати моделлю на Філіппінах, з'являлась на обкладинках місцевих видань журналів Vogue та Playboy. Вона була співведучою на церемоніях Міс Земля 2006, 2007 та 2008 років.